# Степногорськ
Степного́рськ (каз. Степногорск) — місто, центр Степногорської міської адміністрації Акмолинської області Казахстану.
Населення — 48894 особи (2021; 46712 у 2009, 47372 у 1999, 58200 у 1989).
Місто розташоване за 262 км на схід від Кокшетау, за 14 км від залізничної станції Аксу. Гірничохімічна (Цілинний гірничохімічний комбінат), хімічна, машинобудівна, мікробіологічна і харчова промисловість. Науково-дослідницький центр.
Засноване в 1959 році. Статус міста з 1964 року.
Степногорськ спочатку був закритим містом, яке в різні часи мало «номерні» назви: Цілиноград-25, Макінськ-2. Причиною цього були Цілинний гірничохімічний комбінат, основна спеціалізація якого — збагачення уранової руди, і Біохімічний комбінат, на якому розроблялась і виготовлялась бактеріологічна зброя.